# Raksza bandhan

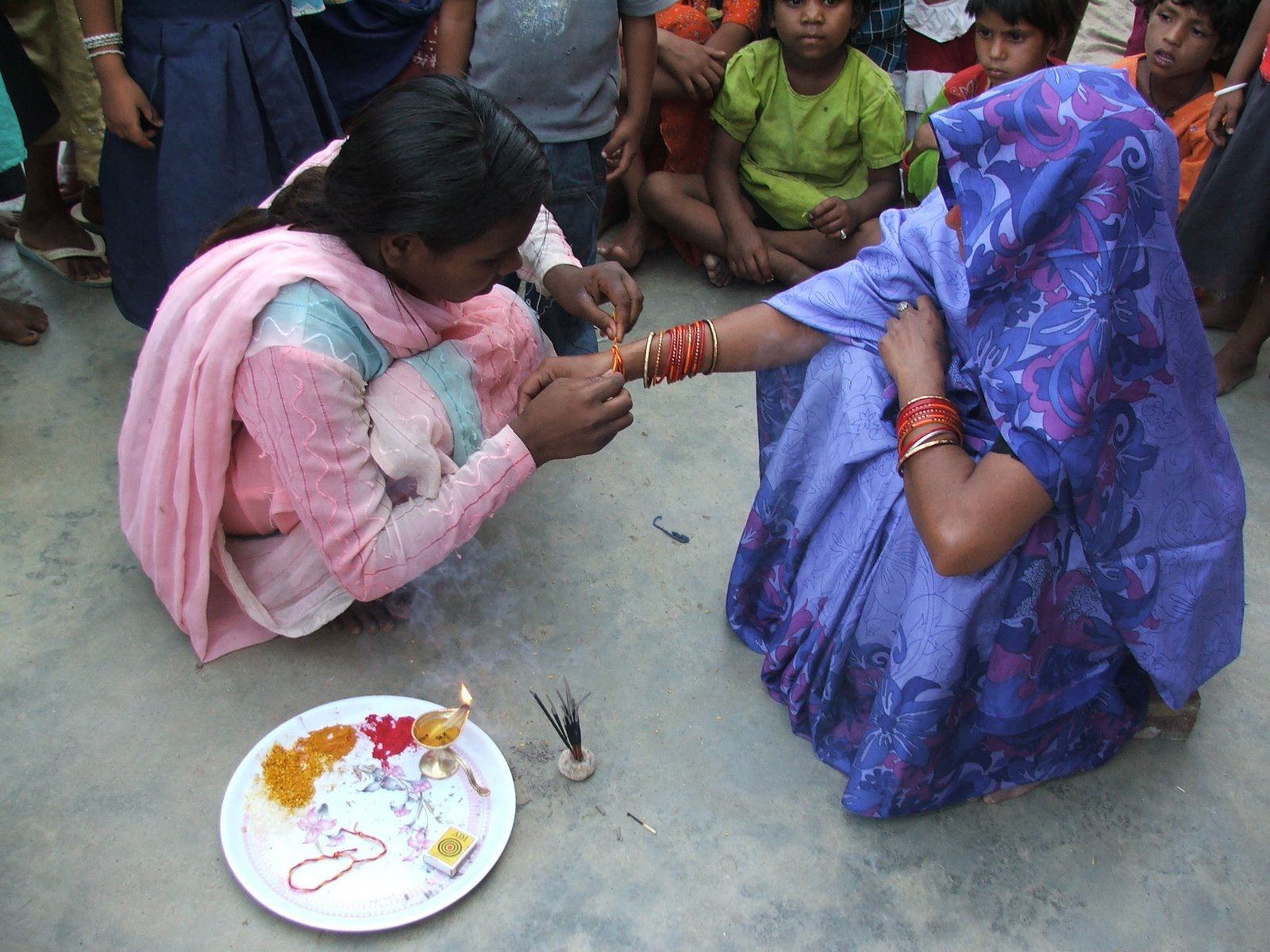
Zawiązywanie rakhi

Rakszabandhan (dewanagari रक्षाबंधन) – hinduskie święto przypadające w czasie pełni Księżyca w miesiącu śrawana. Centralnym elementem jest zawiązanie przez siostrę kolorowej nici na nadgarstku brata. Stąd nazwa święta – „raksza” znaczy ochrona, zaś „bandhan” – wiązanie, więzy.
Nić nazywana jest rakhi lub rakszasutra (nić ochrony). Rakhi symbolizuje braterski związek między dwiema osobami, niekoniecznie połączonych więzami krwi, kasty, narodowości czy religii. W zamian „brat” obdarowuje „siostrę” słodyczami i zobowiązuje się ją bronić. Bywa czasami, że obydwie osoby są płci żeńskiej.

## Mitologia
Mity i legendy indyjskie podają wiele przykładów tego zwyczaju. Do najbardziej znanych wątków należą:
- Walka Indry z Wrytrą
- Opowieść o Krysznie i Draupadi
- Bali i Lakszmi